# Einar Persson
Gröt Einar Persson, född 8 juni 1902 i Älvdalens församling, död 10 mars 1993 i Mora, var en svensk skogsarbetare och socialdemokratisk riksdagspolitiker.
Persson var ledamot av riksdagens första kammare från 1944 i Kopparbergs läns valkrets.